# Kinderhörspielpreis der Stadt Karlsruhe
Der Kinderhörspielpreis der Stadt Karlsruhe wird seit 2006 von der Stadt Karlsruhe gestiftet. Er ist mit 2.000 Euro dotiert.

## Ablauf
Der Preis wird für die beste Autorenleistung oder für die beste Bearbeitung eines Textes zu einem Hörspiel verliehen. Zur Auswahl stehen Hörspielproduktionen von den Rundfunkanstalten der ARD und Deutschlandradio.
Über die Vergabe entscheidet eine eigens einberufene Kinderjury, die mit Hilfe des Landesmedienzentrums Baden-Württemberg und der Stadt Karlsruhe ausgewählt wird. Die Preisverleihung findet während der ARD Hörspieltage im Zentrum für Kunst und Medien (ZKM) in Karlsruhe statt. Der Preis war anfangs mit 1.000 Euro dotiert, seit 2014 sind es 2.000 Euro.

## Bisherige Preisträger
- 2006: Ulrich Hub: An der Arche um Acht, HR/NDR.
- 2007: Rainer Gussek: Der Zauberlehrling, NDR.
- 2008: Holger Teschke: 20 000 Meilen unter dem Meer, nach dem Roman von Jules Verne, DKultur.
- 2009: Peter Jacobi: Radio Tobi, DKultur.
- 2010: Jörgpeter von Clarenau: Gespensterjäger auf eisiger Spur, nach dem Roman von Cornelia Funke, NDR.
- 2011: Sabine Ludwig: Tante Traudels bestes Stück, RBB.
- 2012: Heidi Knetsch und Stefan Richwien, Der große Baresi, nach dem Buch von Jimmy Docherty, NDR.
- 2013: Peter Jacobi: Der Rechtschraipkönich, Regie: Hans Helge Ott, HR/NDR.
- 2014: Monika Buschey: Der silberne Klang, Regie: Thomas Leutzbach, WDR.
- 2015: Anna Böhm: Einschwein, Regie: Klaus-Michael Klingsporn, DKultur.
- 2016: Salah Naoura: Superflashboy, Regie: Robert Schoen. HR.
- 2017: M. G. Leonhard: Käferkumpel, Regie: Robert Schoen. NDR/HR.
- 2018: Bernd Gieseking: Ab nach Paris, Regie: Hans Helge Ott, HR/BR.
- 2019: Robert Schoen: Kicheritis – Anstecken erlaubt, nach dem Roman von Gwen Lowe, Regie: Robert Schoen, HR/WDR.
- 2020: (punktgleich geteilt) Frauke Angel: Wir nannten ihn Tüte und C.S. Lewis, DLF Kultur  und Robert Schoen: Das Wunder von Narnia (1/2): Der Wald zwischen den Welten, SWR/NDR[1]
- 2021: Frauke Angel: Ich will kein Engel sein, Regie: Leonhard Koppelmann, RBB.
- 2022: Ursula Poznanski: Cryptos, Regie: Janine Lüttmann, RB.
- 2023: Janine Lüttmann: Der 13. Februar, Regie: die  Autorin, NDR.
- 2024: Lisa Sommerfeldt: Überleben - Die Kinderoper Brundibár in Theresienstadt, Regie: Felicitas Ott, SWR.

## Belege
1. ↑  Kinderhörspielpreis der Stadt Karlsruhe wird doppelt vergeben: Kinder prämieren "Wir nannten ihn Tüte" und "Das Wunder von Narnia", swr.de, abgerufen am 5. November 2020